# Ida Drougge
Ida Christina Drougge (Lidingö, Estocolmo, 15 de agosto de 1990)es una productora de cine y política sueca, perteneciente al partido Moderado. Es miembro regular del Riksdag desde 2014, representando al distrito electoral del condado de Estocolmo.

## Trabajo como productora
Drougge trabajó como gerente de producción y como productora de cine para Martin Borgs. Juntos produjeron, entre otras cosas, la película Alguien más paga y el libro 365 formas de gastar el dinero de tus impuestos.

## Trayectoria política
En los años 2010-2011, Drougge fue miembro y líder electoral de la Junta Nacional de Estudiantes Moderados. En 2011, sucedió a Erik Persson como presidente de estudiantes moderados y luego obtuvo un puesto de miembro en la junta federal del sindicato de jóvenes moderados. En los años 2012-2014, Drougge fue elegide como miembro de la junta federal de la Asociación de Jóvenes Moderados.
Drougge ha tenido asignaciones municipales en el municipio de Lidingö desde 2010, cuando fue elegida para el consejo municipal. Cuando Drougge tenía 21 años, en 2011, se convirtió en presidente del Comité Técnico de Lidingö. Actualmente es miembro del consejo municipal, la junta municipal y el comité de planificación del municipio de Lidingö.

### Riksdag
Drougge resultó electa para el Riksdag en las elecciones generales de 2014, representando al distrito de Estocolmo. Resultó reelecta en las elecciones de 2018. En el parlamento, ha sido miembro del Comité de Constitución desde 2018.
Drougge es una de las impulsoras de ampliar la demanda de responsabilidad penal por mala conducta a los miembros del parlamento.
Durante la pandemia de COVID-19, fue una de los diputados que confrontaron a la ministra de Salud de Suecia, Lena Hallengren, por no haber respondido eficazmente ante la escasez de equipos de protección anti-COVID.

## Resultados electorales

### Riksdag
|  | 0,15 % |

|  | 32,66 % |

|  | 0,19 % |

|  | 26,01 % |

|  | 0,33 % |

|  | 24,01 % |